# روك مسيحي
الروك المسيحي هو نوع من موسيقى الروك يُغنى في الفرق الموسيقية التي أعضائها مسيحيون والذين غالباً ما تركز كلماتهم على الإيمان المسيحي. يختلف مدى الكلمات المسيحية بين الفرق.